# Naharkatiya
Naharkatiya è una suddivisione dell'India, classificata come town committee, di 15.528 abitanti, situata nel distretto di Dibrugarh, nello stato federato dell'Assam. In base al numero di abitanti la città rientra nella classe IV (da 10.000 a 19.999 persone).

## Geografia fisica
La città è situata a 27° 16' 60 N e 95° 19' 60 E e ha un'altitudine di 120 m s.l.m..

## Società

### Evoluzione demografica
Al censimento del 2001 la popolazione di Naharkatiya assommava a 15.528 persone, delle quali 8.278 maschi e 7.250 femmine. I bambini di età inferiore o uguale ai sei anni assommavano a 1.614, dei quali 846 maschi e 768 femmine. Infine, coloro che erano in grado di saper almeno leggere e scrivere erano 12.113, dei quali 6.758 maschi e 5.355 femmine.